# İsfanbul
Koordinaten: 41° 4′ 13″ N, 28° 55′ 20″ O
Das İsfanbul (vormals Vialand) ist ein 60 Hektar großer Freizeit-Komplex in Istanbul im Stadtteil Eyüp, der aus einem Einkaufszentrum, einem Konzert- und Entertainmentbereich, einem Erlebnismuseum, einem Hotel und dem ersten Freizeit- und Vergnügungspark besteht. Offiziell wurde das Vialand am Sonntag, den 26. Mai 2013 in Anwesenheit des türkischen Ministerpräsidenten Recep Tayyip Erdoğan eröffnet und eingeweiht.

## Geschichte
Mit einer Investitionssumme von 1,15 Milliarden Türkische Lira begannen die Arbeiten für das Vialand im September 2011. Auf einer 60 Hektar großen Fläche, was rund 100 Fußballfeldern entspricht, entstand ein 35 Hektar großes Einkaufszentrum mit rund 200 Geschäften auf zwei Etagen im Innen- und Außenbereich, das so genannte „VIALAND Shopping Center“.  Auf einer weiteren Fläche von rund 20 Hektar entstand der erste Freizeit- und Vergnügungspark in der Türkei, der so genannte „VIALAND Theme Park“. Die übrige Fläche besteht aus einem Konzert- und Entertainmentbereich, einem Museum, einem Parkplatz für rund 8.000 PKWs, einem Hotel, dem 4-Sterne „VIALAND Palace Hotel“ und einem Reptilien-Zoo mit Souvenir-Shop mit dem Namen „Jungle İstanbul“.

## Freizeitpark
Der Vialand Theme & Amusement Park bietet insgesamt 26 Attraktionen an, dazu gehören drei Achterbahnen und drei Wasserattraktionen.

### Achterbahnen
| Name             | Typ                        | Hersteller     | Eröffnet |
| ---------------- | -------------------------- | -------------- | -------- |
| Küçük Madenciler | Big Apple / Junior Coaster | SBF Visa Group | 2013     |
| Maceraperest     | Family Coaster             | Intamin        | 2013     |
| Nefeskesen       | Launched Coaster           | Intamin        | 2014     |

### Wasserattraktionen

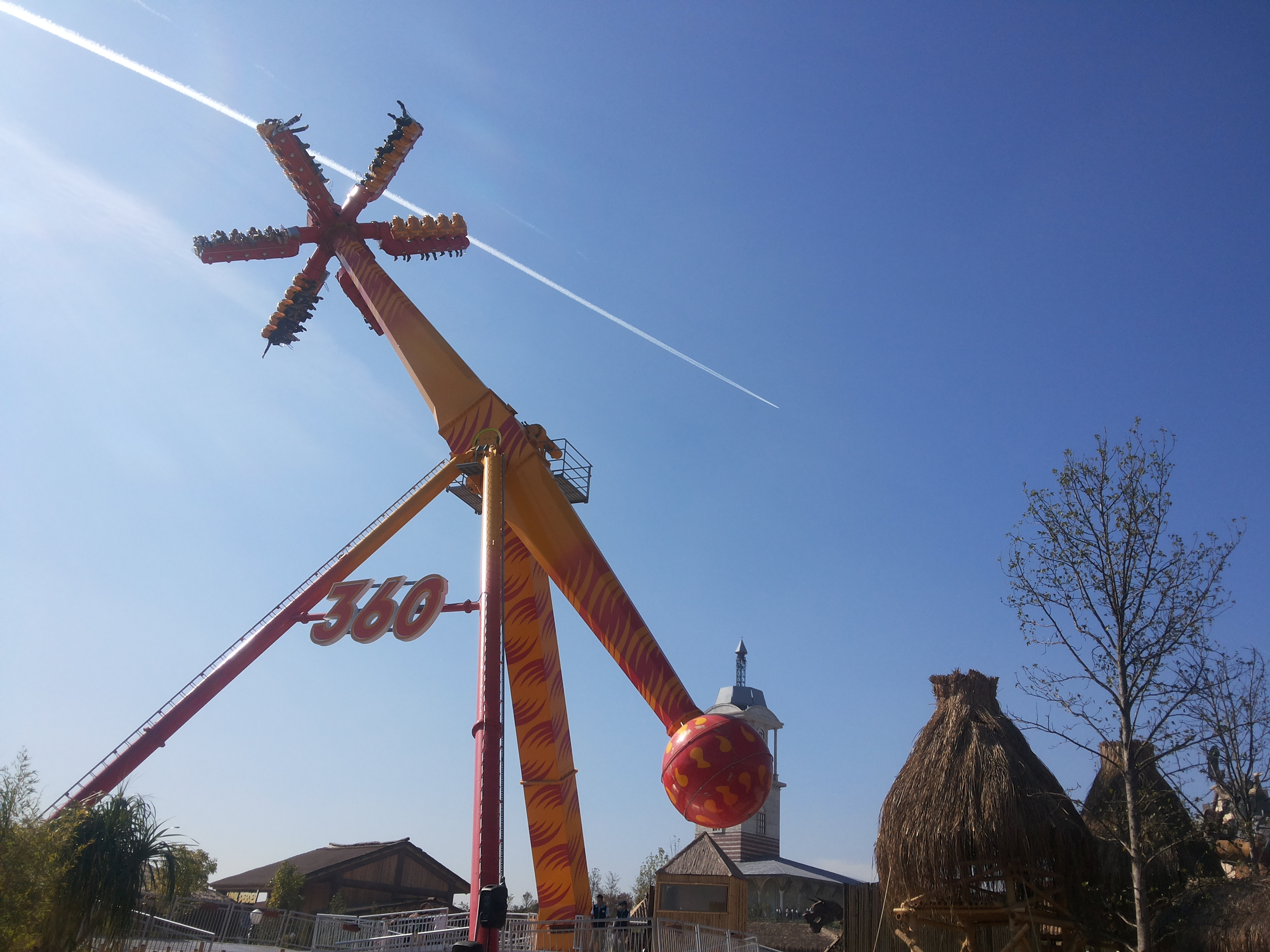
„360“, ein Star Shape von Zierer

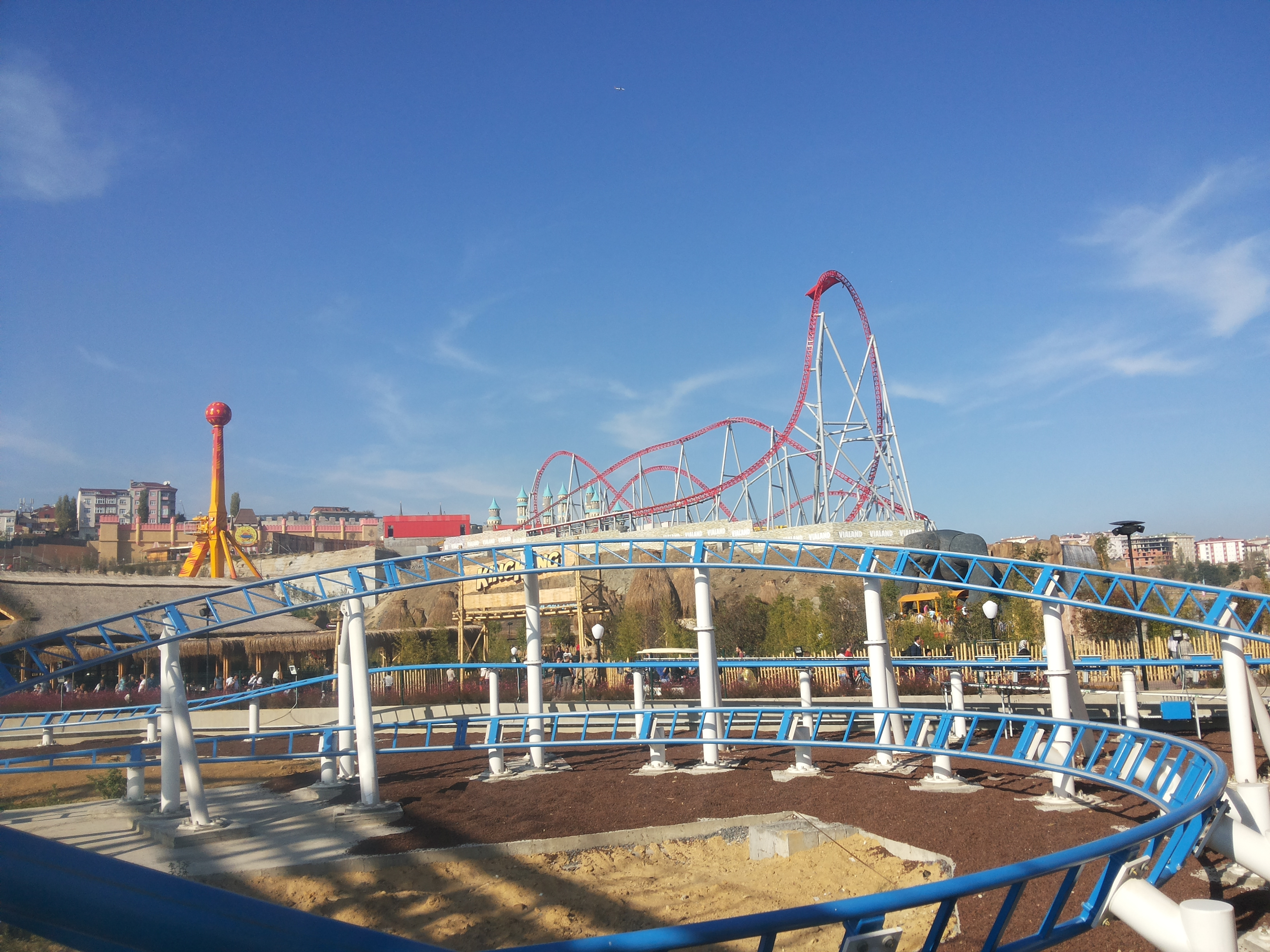
Maceraperest und Nefeskesen

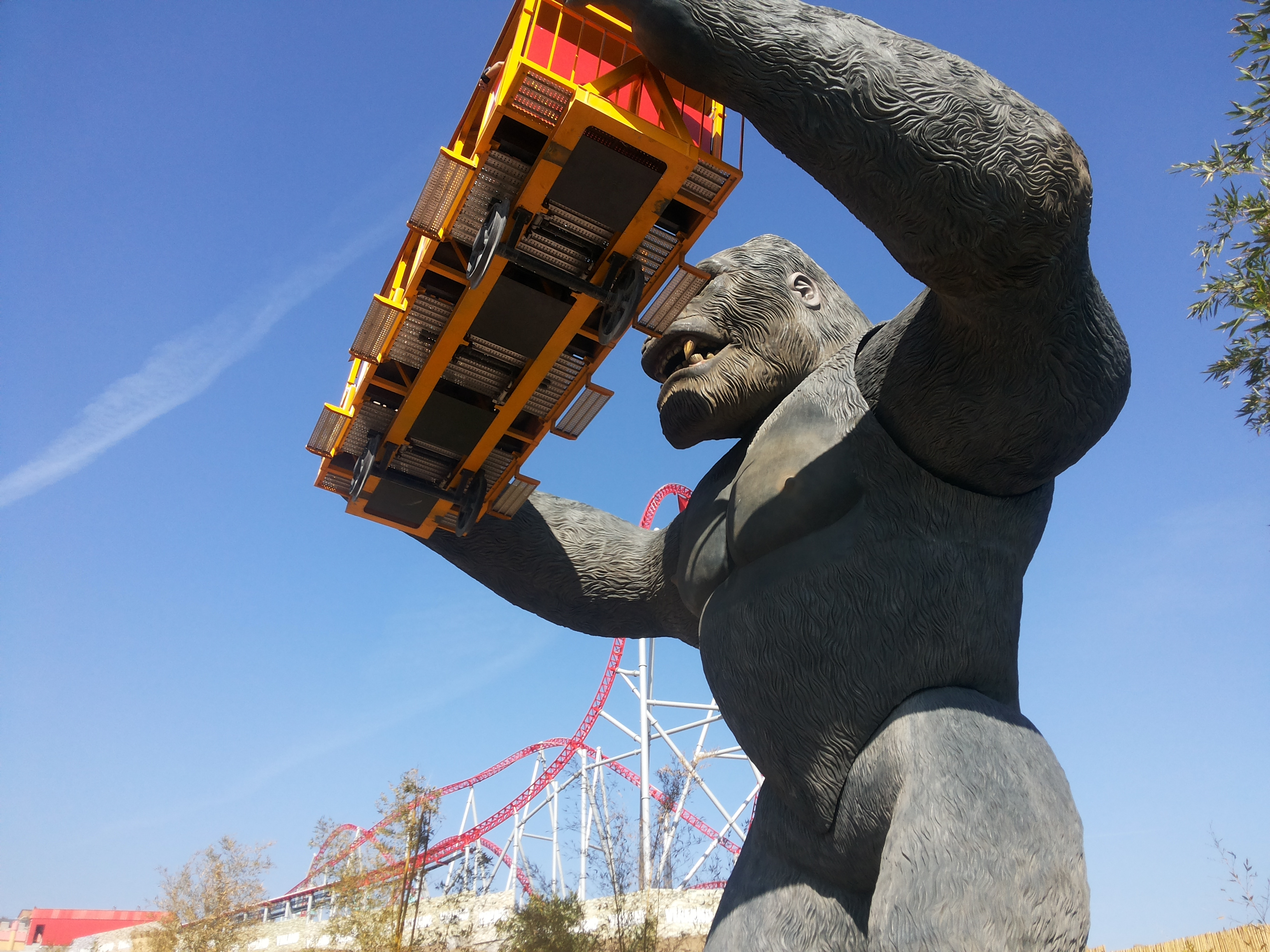
„King Kong“ von Huss Rides

| Name            | Typ             | Hersteller | Eröffnet |
| --------------- | --------------- | ---------- | -------- |
| Çılgın Nehir    | Rapid River     | Intamin    | 2013     |
| Fatih'in Ruyasi | Water Dark Ride | Intamin    | 2014     |
| Viking          | Wildwasserbahn  | Intamin    | 2013     |

### Weitere Attraktionen
| Name                       | Typ                   | Hersteller      | Eröffnet |
| -------------------------- | --------------------- | --------------- | -------- |
| 360                        | Star Shape            | Zierer Rides    | 2013     |
| Adalet Kulesi              | Vertikalfahrt         | Fabbri Group    | 2013     |
| Angry Birds – The Ride     | 4D Kino               | Simworx / 3DBA  | 2016     |
| Atli Karinca               | Nostalgiekarussell    | SBF Visa Group  | 2013     |
| Bulut Ekspresi             | Parkeisenbahn         |                 | 2013     |
| Carpisan Arabalar          | Autoscooter           |                 | 2013     |
| Ice Age – No Time For Nuts | 4D Kino               |                 | 2016     |
| Jet Ski                    | Jet Skis              | Zierer Rides    | 2013     |
| Gelin Oynayalim            | Spielplatz            |                 | 2013     |
| Kahraman Itfaiyeciler      | Feuerwehrrundfahrt    | SBF Visa Group  | 2013     |
| King Kong                  | King Kong             | Huss Rides      | 2013     |
| Mini Kulu                  | Familien Freifallturm | Zierer Rides    | 2013     |
| Minik Kasifler             | Bootsfahrt            | Intamin         | 2013     |
| Neseli Ciftlik             | Kinder-Treckerfahrt   | SBF Visa Group  | 2013     |
| Safari Tüneli              | Shooting-Ride         | ETF / Alterface | 2013     |
| Saray Salincagi            | Wellenflieger         | Zierer Rides    | 2013     |
| Ucan Cocuklar              | Mini Jets             | SBF Visa Group  | 2013     |
| Zindan                     | Geisterbahn           | ETF / Heimotion | 2013     |